# Palazzo di Sforza Almeni
Il palazzo di Sforza Almeni, già Taddei, si trova a Firenze tra via de' Servi 12 e via del Castellaccio 1r, 3r, 5r, 7r, 11r.

## Storia
Si tratta di un nobile e ampio palazzo cinquecentesco spesso ricondotto (seppure in assenza di riscontri documentari) a un progetto steso da Bartolomeo Ammannati per Piero d'Antonio Taddei, ed eretto in un'area confinante con il tiratoio dell'Aquila, dove già esistevano diverse case di proprietà dei Ghinetti e dei Mazzei. Confiscato da Cosimo I alla famiglia Taddei per la sua opposizione al regime mediceo, fu poco dopo donato dal duca al suo coppiere Sforza Almeni, che provvide ad arricchirlo ulteriormente con una decorazione pittorica estesa su tutto il prospetto principale, realizzata da Cristoforo Gherardi con la collaborazione di Giorgio Vasari a partire da un progetto e da disegni forniti dallo stesso Vasari (1555 circa). 

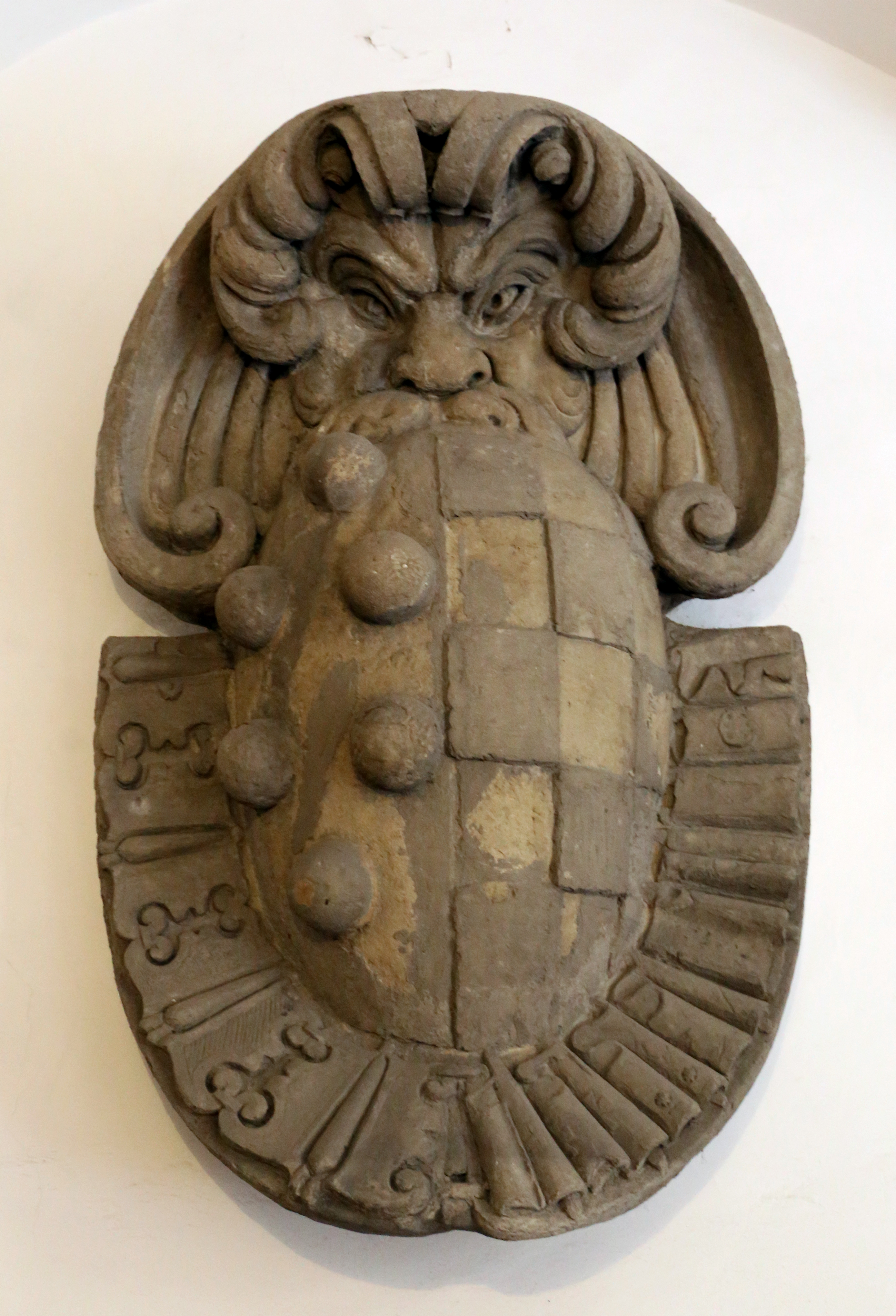
Lo stemma Medici-di Toledo

L'artista descrisse poi accuratamente l'opera nelle Vite, preoccupato della sua possibile perdita "per essere all'aria e molto sottoposta ai tempi fortunosi", evidentemente soddisfatto di un'invenzione che si traduceva in un complesso programma iconografico "che conteneva, per dirlo brevemente, tutta la vita dell'uomo dalla nascita per infino alla morte". Queste pitture erano in effetti già in cattivo stato al tempo di Giovanni Cinelli, che così annota: "ma questa da un certo punto in qua ha ricevuto grandissima ingiuria dall'inclemenza dell'aria, onde non più si gode come mi ricordo averla meno di 30 anni sono diligentemente osservata per esservi le sette arti liberali dipinte". E ancora: "nel cortile vi sono l'Onore e l'Inganno statue bellissime i capelli de' quali son fatti con grand'arte da Vincenzo Danti scultore rinomato" (scultura ora conservata nella sala di Michelangelo del museo nazionale del Bargello). 
Lo storico dell'architettura Howard Burns ha proposto di attribuire le modifiche architettoniche a Galeazzo Alessi, come il nuovo proprietario Sforza Almeni proveniente da Perugia.
Sforza Almeni fu al servizio del duca per ventiquattr'anni, prima che Cosimo lo uccidesse di propria mano, pare per aver rivelato al principe ereditario Francesco la sua relazione con Eleonora degli Albizi.
Passato per varie mani, nel 1812 o 1816 fu dei Frosini Matteucci, poi dei Cuccoli-Fieschi. Fu restaurato nel 1902 al tempo in cui la proprietà era pervenuta agli Incontri, e ancora, come ricostruito da Carla Tomasini Pietramellara: "Nel 1926 si procedette al restauro della facciata, fu rifatta la gronda, eseguita la lavatura dei pietrami, e si intonacò e ricolorì le facciate a calce vecchia. Nel 1933 la Soprintendenza concesse ai Martinucci il nullosta per l'apertura di sporti al piano terra sul lato di via del Castellaccio, alla condizione che le nuove aperture fossero ornate di un 'cardinaletto' piano in pietra. Recentemente (1955) vennero eseguiti dei lavori di demolizione di muratura nel cortile onde liberare le colonne. Attualmente il cortile è stato coperto e parzialmente chiuso verso l'androne di ingresso per inserirvi la colonna dell'ascensore, inoltre sono stati eseguiti lavori di consolidamento e sottofondazione".
Il palazzo appare nell'elenco redatto nel 1901 dalla Direzione generale delle antichità e belle arti, quale edificio monumentale da considerare patrimonio artistico nazionale.

## Descrizione

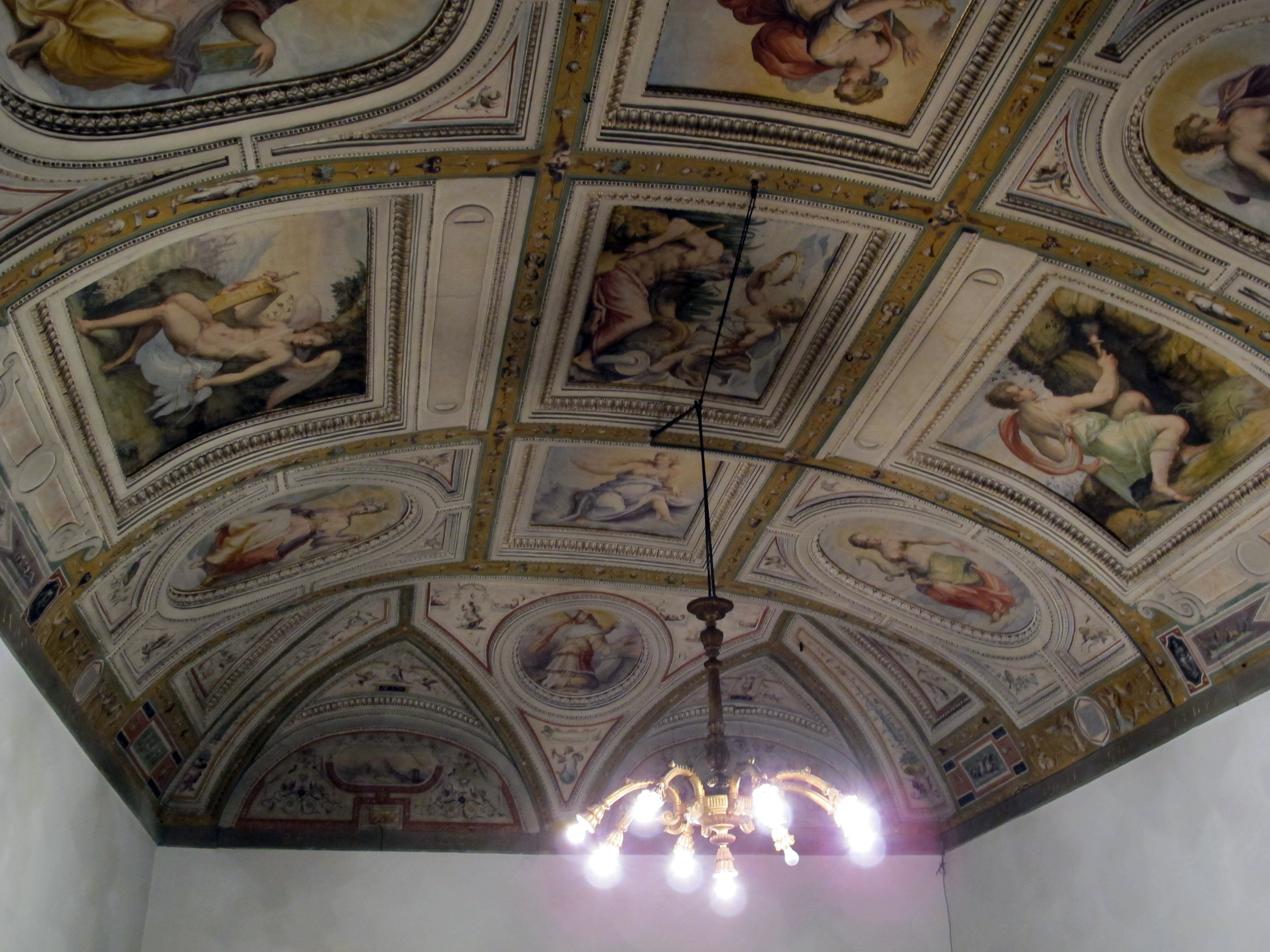
La volta delle Allegorie

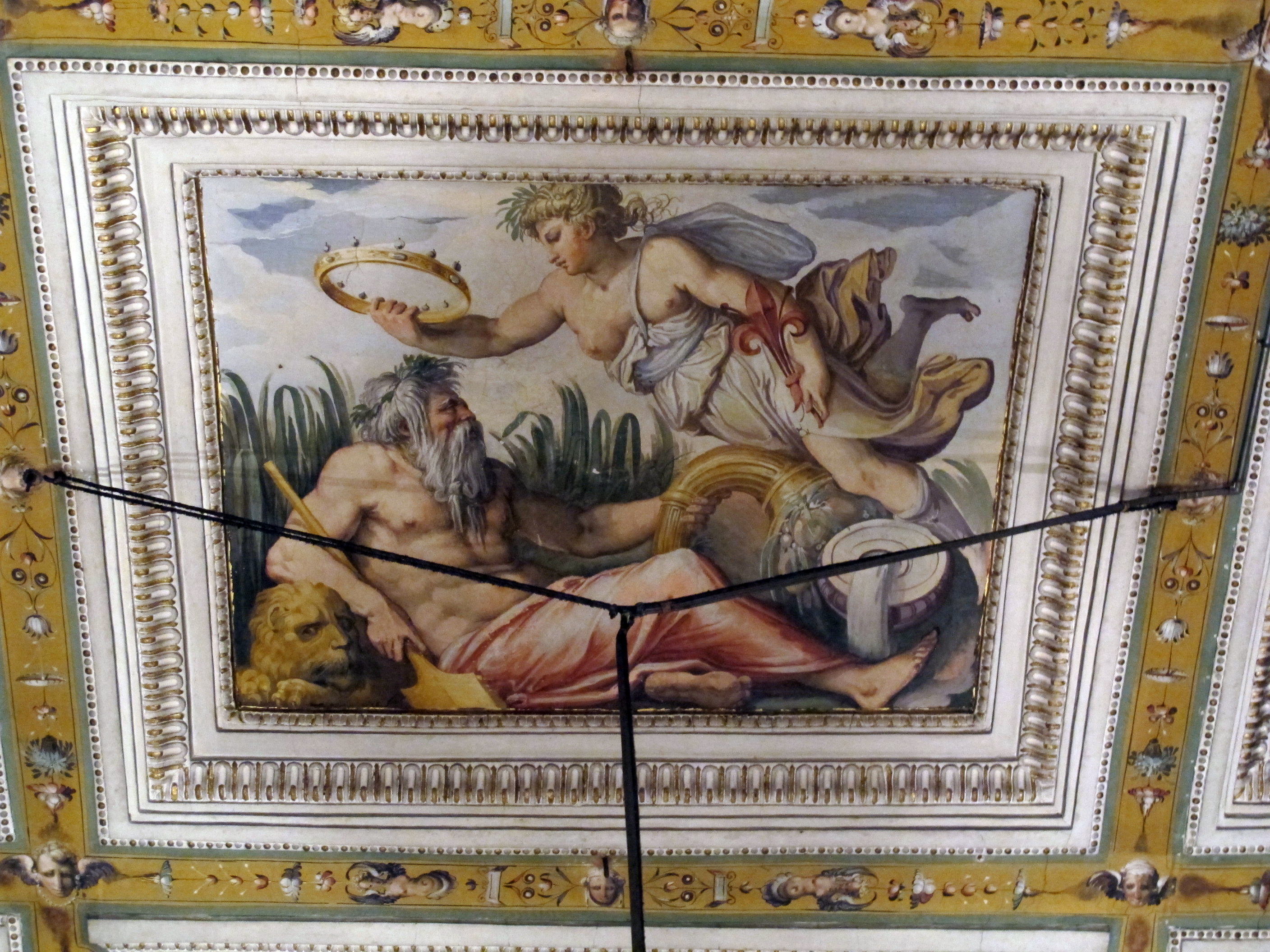
Allegoria del fiume Arno

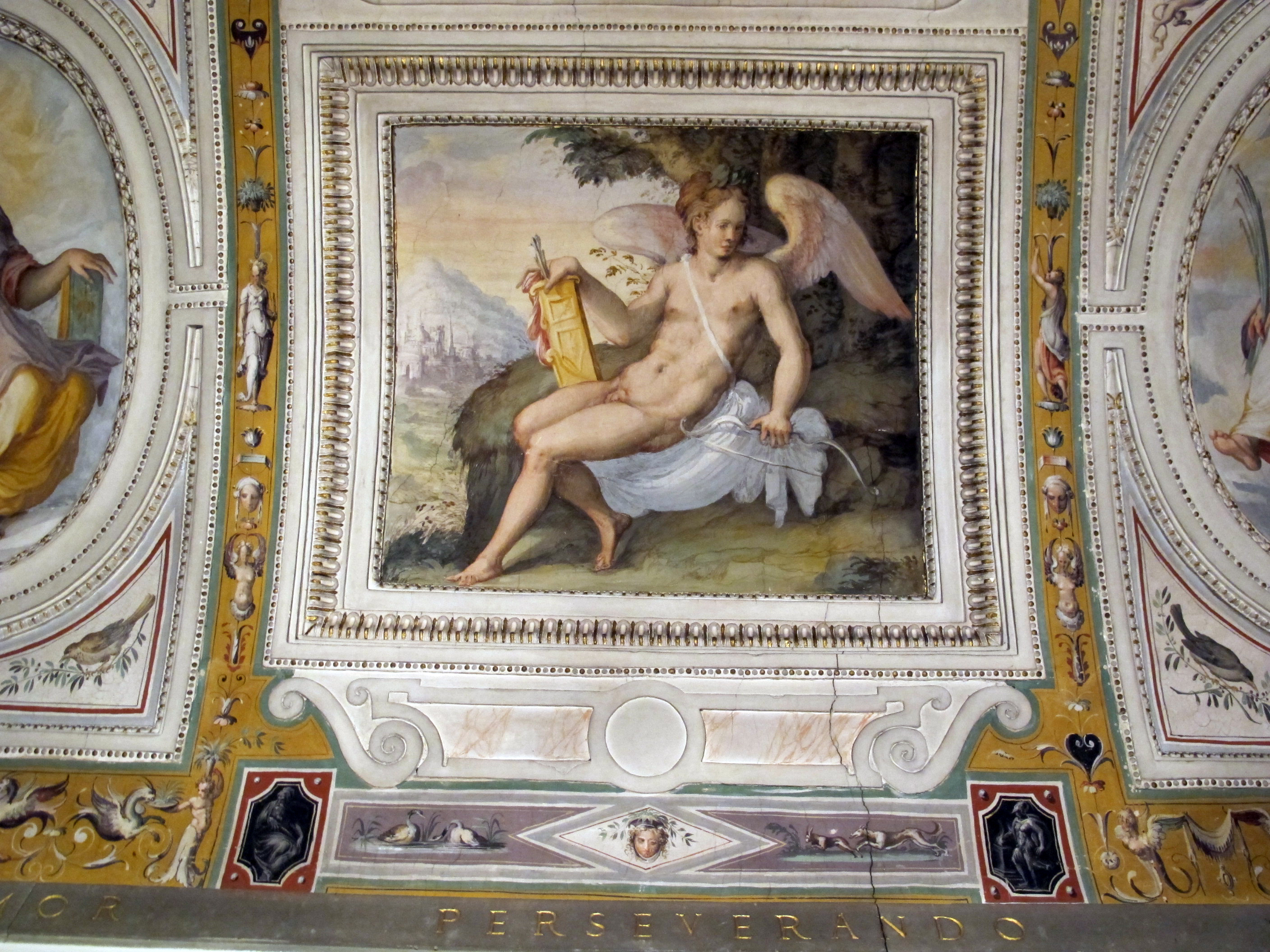
Allegoria di Amore paziente

Nonostante la perdita della decorazione pittorica esterna e di molti dei decori che l'arricchivano internamente, la fabbrica non sembra essere stata privata più di tanto della bellezza insita nelle armoniose proporzioni del fronte principale che, sviluppato per tre piani organizzati in sei assi su via dei Servi, determina uno sprone in corrispondenza con via del Castellaccio (canto del Castellaccio) ingentilito da un più tardo balconcino. Sempre su via dei Servi, al piano terreno, il grande portone di accesso è affiancato da due sontuose finestre inginocchiate (isolate su l'ampia superficie intonacata) che rimandano alla maniera dell'Ammannati, prossime come sono a quelle di palazzo Giugni di via degli Alfani e del palazzo Ramirez de Montalvo di borgo degli Albizi (a fronte di tale attribuzione sostenuta dalla maggior parte degli studiosi si segnala come Heinrich von Geymüller avanzi invece il nome di Giuliano di Baccio d'Agnolo). Nonostante la vistosa abrasione della pietra bigia è ancora chiaramente percepibile come qui si concentrasse una decorazione fitta e variata, teste leonine nel timpano e nei sostegni, una greca che corre sul davanzale, e trionfi d'armi nella specchiatura tra le mensole inferiori (del tutto perso quello della finestra a destra, rimane ancora parzialmente leggibile l'altro). Notevoli anche le inferriate, sostenute in basso da tartarughe.
Sul portone è uno scudo con l'arme dei Frosini Matteucci e, sull'angolo acuto di via del Castellaccio, lo scudo encomiastico con le armi Medici-Toledo posto al tempo della proprietà Sforza Almeni. Lo scudo originale, già rimosso nel 1901 perché pericolante, fu restaurato dall'Opificio delle pietre dure nel 1955 e riparato nell'androne del palazzo (quello che si vede sulla cantonata è una copia).
All'interno è presente una sala dalla volta affrescata, con un complesso insieme di figure allegoriche incorniciate da grottesche, probabilmente ideato da Vincenzo Borghini e realizzato da artisti della scuola del Vasari che in quegli stessi anni lavoravano alla facciata, nel gruppo impegnato anche a decorare gli interni di palazzo Vecchio. Allo stesso gruppo di artisti va riferita anche la figura allegorica nell'androne e il piccolo soffitto a scomparti della "stufetta" al primo piano. Sempre al piano nobile si trova anche una sala affrescata con rovine e un cossesso mitologico tra Giunone, Minerva e Afrodite del pittore Mauro Soderini. In altre sale emergono resti di fregi decorativi con putti e festoni riferibili al tardo XVII secolo.